# جون فرينش كونكلين
جون فرينش كونكلين (بالإنجليزية: John French Conklin)‏ هو عسكري أمريكي، ولد في 20 أبريل 1891 في Fort Leavenworth ‏ في الولايات المتحدة، وتوفي في 25 يناير 1973 في واشنطن العاصمة في الولايات المتحدة.